# تاريخ المرأة في العالم
تاريخ المرأة في العالم (ISBN 0-586-08886-5) هو كتاب عن تاريخ المرأة كتبه الكاتب البريطاني روزاليند مايلز، الذي نشر لأول مرة في عام 1988. وكانت الطبعات اللاحقة، بما في ذلك النسخ الورقية من الكتاب، بعنوان من طبخ العشاء الأخير: تاريخ المرأة في العالم. ويبحث الكتاب في أدوار المرأة، وتمثيلها، وقوتها عبر التاريخ.
يحتوي الكتاب على أربعة أجزاء، ينقسم كل منها إلى ثلاثة فصول:
الجزء الأول: في البداية
1. المرأة الأولى
2. الآلهة العظمى
3. صعود الفلوس
الجزء الثاني: سقوط المرأة
4. الله الآب
5. خطايا الأمهات
6. القليل من التعلم
الجزء الثالث: السيادة والسيطرة
7. عمل المرأة.
8. الثورة، المحرك العظيم
9. قضيب الإمبراطورية
الجزء الرابع: تحويل المد والجزر
10. حقوق المرأة
11. الهيئة السياسية
12. بنات الزمن